# Lijst van gouverneurs-generaal van Saint Kitts en Nevis
De gouverneur-generaal van Saint Kitts en Nevis vertegenwoordigt de Kroon en fungeert aldus als staatshoofd.
Saint Kitts en Nevis is een constitutionele monarchie en onderdeel van het Britse Gemenebest met Charles III als staatshoofd. De gouverneur-generaal wordt op voordracht van de premier door de monarch benoemd. Hij of zij is de hoogste uitvoerende macht in Saint Kitts en Nevis.
De functies en rollen van de gouverneur-generaal omvatten het benoemen van ambassadeurs, ministers en rechters, het uitschrijven van verkiezingen en het verlenen van koninklijke benoemingen.

## Gouverneurs-generaal van Saint Kitts en Nevis (1983-heden)
| Nr. | Gouverneur-generaal            | Gouverneur-generaal            | Ambtstermijn                         | Monarch      |
| --- | ------------------------------ | ------------------------------ | ------------------------------------ | ------------ |
| 1   | Wapen van Saint Kitts en Nevis | Clement Arrindell (1931–2011)  | 19 september 1983 - 31 december 1995 | Elizabeth II |
| 2   | Cuthbert Sebastian             | Cuthbert Sebastian (1921–2017) | 1 januari 1996 - 1 januari 2013      | Elizabeth II |
| 3   | Edmund Lawrence                | Edmund Lawrence (1932)         | 2 januari 2013 - 19 mei 2015         | Elizabeth II |
| 4   | Tapley Seaton                  | Tapley Seaton (1950)           | 20 mei 2015 - 31 januari 2023        | Elizabeth II |
| 4   | Tapley Seaton                  | Tapley Seaton (1950)           | 20 mei 2015 - 31 januari 2023        | Charles III  |
| 5   | Marcella Liburd                | Marcella Liburd (1953)         | 1 februari 2023 - heden              | Charles III  |